# Liste der Biografien/Schub
Liste der Biografien |
Portal Biografien |
Personensuche
# |
A |
B |
C |
D |
E |
F |
G |
H |
I |
J |
K |
L |
M |
N |
O |
P |
Q |
R |
S |
T |
U |
V |
W |
X |
Y |
Z |
?
 
Sa |
Sb |
Sc |
Sd |
Se |
Sf |
Sg |
Sh |
Si |
Sj |
Sk |
Sl |
Sm |
Sn |
So |
Sp |
Sq |
Sr |
Ss |
St |
Su |
Sv |
Sw |
Sy |
Sz
 
Sca–Sce |
Sch |
Sci–Scz
 
Scha |
Schc |
Schd |
Sche |
Schg |
Schi |
Schj |
Schk |
Schl |
Schm |
Schn |
Scho |
Schp |
Schr |
Schs |
Scht |
Schu |
Schv |
Schw |
Schy
 
Schua |
Schub |
Schuc |
Schud |
Schue |
Schuf |
Schug |
Schuh |
Schui |
Schuk |
Schul |
Schum |
Schun |
Schuo |
Schup |
Schuq |
Schur |
Schus |
Schut |
Schuu |
Schuv |
Schuw |
Schuy |
Schuz
Die Liste der Biografien führt alle Personen auf, die in der deutschsprachigen Wikipedia einen Artikel haben. Dieses ist eine Teilliste mit 455 Einträgen von Personen, deren Namen mit den Buchstaben „Schub“ beginnt.

## Schub
- Schub, Adolf (1931–2017), deutscher Bauingenieur, Baubetriebler und Hochschullehrer
- Schub, André-Michel (* 1952), US-amerikanischer Pianist und Musikpädagoge
- Schub, Esfir Iljinitschna (1894–1959), sowjetische Filmregisseurin

### Schuba
- Schuba, Jan (* 1978), deutscher Schauspieler und Sänger
- Schuba, Konrad Philipp (1929–2021), deutscher Organist
- Schuba, Larry (* 1951), deutscher Country-Musiker und Produzent
- Schuba, Ludwig (1917–1992), deutscher evangelischer Theologe und Handschriftenbearbeiter
- Schuba, Trixi (* 1951), österreichische EiskunstläuferinTrixi Schuba (* 1951)

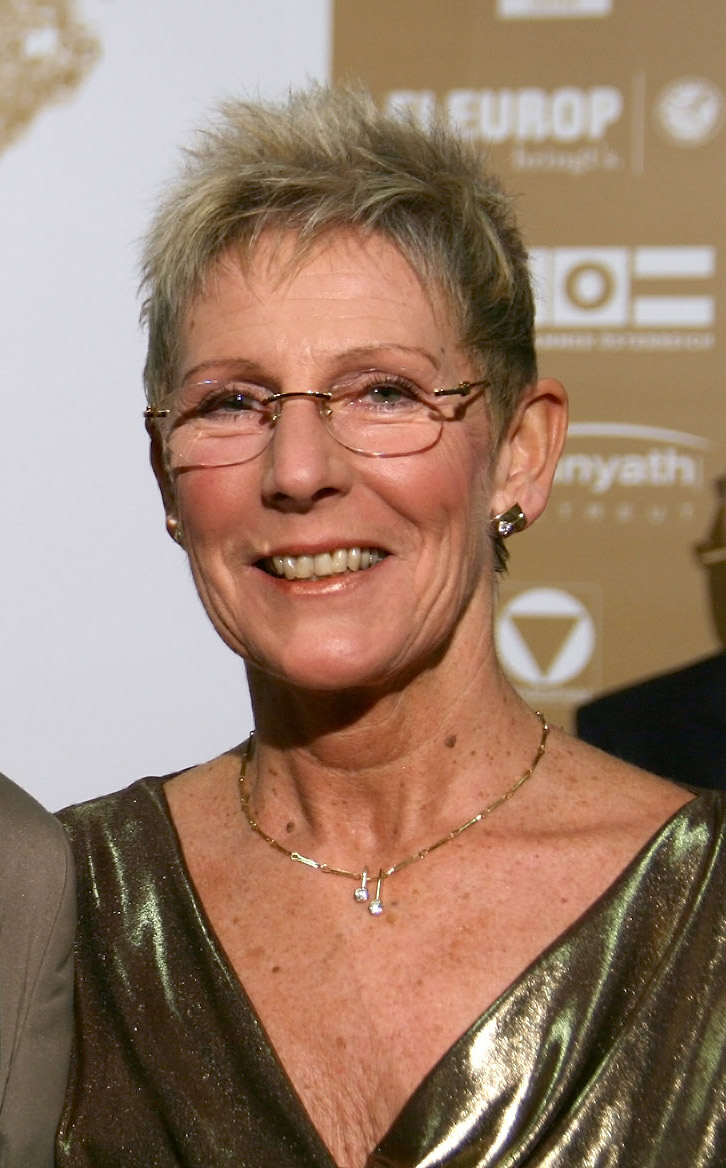
Trixi Schuba (* 1951)

- Schubach, Konrad (1914–2006), deutscher Politiker (CDU)
- Schubach, Philipp (* 1858), deutscher Verwaltungsjurist und Bezirksramtmann
- Schubach, Theodor (* 1985), deutscher Komponist
- Schuback, Arnold (1762–1826), deutscher Münzsammler, Herausgeber und Mäzen
- Schuback, Emil Gottlieb (1820–1902), deutscher Maler
- Schuback, Jacob (1726–1784), deutscher Jurist, Diplomat und Komponist
- Schuback, Johannes (1732–1817), deutscher Kaufmann
- Schuback, Nicolaus (1700–1783), deutscher Jurist und Bürgermeister von Hamburg
- Schubaert, Anton Ernst Gottfried Eberhard von (1744–1829), preußischer Generalmajor, Erbherr auf Mayenberg
- Schubanow, Achmet Kuanowitsch (1906–1968), kasachisch-sowjetischer Komponist
- Schubanowa, Ghasisa (1927–1993), kasachische Komponistin
- Schubart, Alexander (1931–2016), deutscher Jurist, Beamter, Umweltschützer und Mitgründer der Grünen Liste Hessen
- Schubart, Barbara Elisabeth, deutsche christliche Poetin
- Schubart, Carl (1820–1889), deutscher Maler und Lithograf
- Schubart, Christian Friedrich Daniel (1739–1791), deutscher Dichter, Musiker, Komponist und JournalistChristian Friedrich Daniel Schubart (1739–1791)

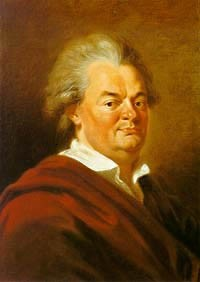
Christian Friedrich Daniel Schubart (1739–1791)

- Schubart, Friedrich Winfried (1847–1918), deutscher evangelischer leitender Geistlicher, Glockenkundler und Heimatforscher
- Schubart, Georg (1650–1701), deutscher Hochschullehrer in Jena; Jurist, Philosoph und Historiker
- Schubart, Georg Ludwig (1846–1901), Landtagsabgeordneter Großherzogtum Hessen
- Schubart, Gottfried (1634–1691), deutscher Mediziner, Stadtphysikus in Brieg
- Schubart, Hermanfrid (* 1930), deutscher Prähistoriker
- Schubart, Herta (1898–1975), deutsche Kulturjournalistin
- Schubart, Joachim (* 1928), deutscher Astronom
- Schubart, Johann Christian (1734–1787), deutscher Landwirt und Agrarreformer
- Schubart, Johann Heinrich Christian (1800–1885), deutscher klassischer Philologe
- Schubart, Ludwig (1765–1811), deutscher Schriftsteller und preußischer Legationssekretär
- Schubart, Martin (1840–1899), deutscher evangelischer Theologe, Pädagoge und Kunstsammler
- Schubart, Maximilian (1919–1982), deutscher Psychologe und Unternehmer
- Schubart, Rudolph August (1694–1770), sächsischer Jurist und Bürgermeister von Leipzig
- Schubart, Tobias Heinrich (1699–1747), deutscher Theologe und geistlicher Dichter
- Schubart, Walter (1897–1942), deutscher Jurist und Kulturphilosoph
- Schubart, Wilhelm (1808–1884), deutscher Verwaltungsjurist
- Schubart, Wilhelm (1873–1960), deutscher klassischer Philologe, Althistoriker und Papyrologe
- Schubart-Fikentscher, Gertrud (1896–1985), deutsche Juristin und Hochschullehrerin
- Schubart-Vibach, Marianne (1921–2021), deutsche Schauspielerin, Regisseurin und Drehbuchautorin
- Schubarth, Eduard Gustav Heinrich (1807–1889), preußischer Generalmajor
- Schubarth, Ernst Otto (1829–1908), deutscher Verwaltungsbeamter, Politiker und Landrat
- Schubarth, Friedrich (1804–1871), deutscher Jurist und Politiker
- Schubarth, Martin (* 1942), Schweizer Jurist und Bundesrichter
- Schubarth-Engelschall, Karl (* 1934), deutscher Ethnologe, Arabist und Bibliothekar
- Schubauer, Friedrich Leopold (1795–1852), sächsischer Oberstleutnant und Schlachtenmaler
- Schubaur, Johann Lukas (1749–1815), deutscher Arzt und Komponist

### Schubb
- Schubbe, Elimar (1934–2025), deutscher Übersetzer, Journalist und Publizist
- Schübbe, Norbert (* 1961), deutscher Fußballspieler
- Schübbe, Wilhelm (1910–1976), deutscher Mediziner

### Schube
- Schube, Inka (* 1961), deutsche Kunsthistorikerin und Bildwissenschaftlerin
- Schube, Theodor (1860–1934), deutscher Naturforscher, Botaniker und Hochschullehrer

#### Schubel
- Schubel, Anne Lise (1907–1988), deutsche Anatomin und Hochschullehrerin
- Schubel, Bärbel (* 1942), deutsche Bibliothekarin
- Schubel, Christian (* 1961), deutscher Jurist und Hochschullehrer
- Schübel, Erhardt (1901–1945), deutscher Widerstandskämpfer gegen den Nationalsozialismus
- Schübel, Franz (1930–2024), deutscher Zahnmediziner
- Schubel, Friedrich (1904–1991), deutscher Anglist und Hochschullehrer
- Schubel, Heinz (1906–1997), deutscher Grafiker und Illustrator
- Schubel, Johannes (1904–1950), deutscher HNO-Arzt und Hochschullehrer
- Schübel, Karl (1904–2000), deutscher Kommunalpolitiker (NSDAP, Parteilos)
- Schübel, Rolf (* 1942), deutscher Filmregisseur und Drehbuchautor
- Schübel, Theodor (1925–2012), deutscher Schriftsteller
- Schübel-Pfister, Isabel (* 1974), deutsche Bundesrichterin des Bundesverwaltungsgerichts
- Schübeler, Egon (1927–2022), deutscher Politiker (CDU), MdL

#### Schuben
- Schubenkow, Sergei Wladimirowitsch (* 1990), russischer Leichtathlet

#### Schuber

##### Schuberg
- Schuberg, August (1823–1902), badischer Oberst und preußischer Generalmajor
- Schuberg, August (1865–1939), deutscher Zoologe und Entomologe
- Schuberg, Karl (1827–1899), deutscher Forstmann und Professor
- Schuberg, Philipp (1872–1946), deutscher Hochschullehrer für Apparatebau und Fabrikanlagen der chemischen Industrie

##### Schuberl
- Schuberl, Toni (* 1983), deutscher Politiker (Bündnis 90/Die Grünen), MdLToni Schuberl (* 1983)

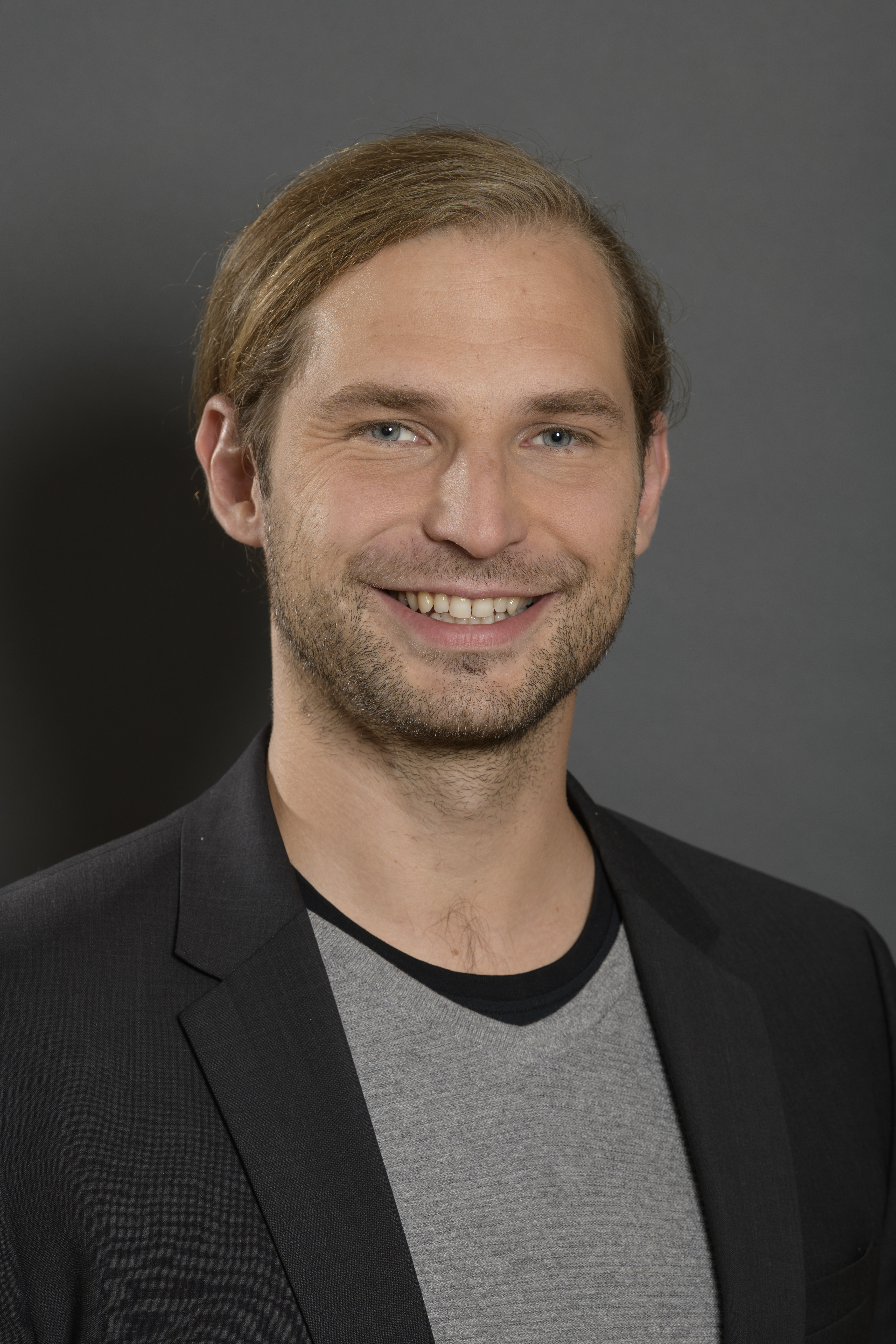
Toni Schuberl (* 1983)

##### Schubert

###### Schubert V
- Schubert von Soldern, Zdenko (1844–1922), deutsch-böhmischer Architekt

###### Schubert, A
- Schubert, Albert (* 1923), deutscher Polizist, Leiter der Hauptabteilung VIII des Ministeriums für Staatssicherheit
- Schubert, Albrecht (1886–1966), deutscher General der Infanterie im Zweiten Weltkrieg
- Schubert, Alexander (* 1969), deutscher Historiker und Kulturmanager
- Schubert, Alexander (* 1970), deutscher Schauspieler
- Schubert, Alexander (* 1979), deutscher Komponist und Instrumentalist
- Schubert, Alfred (1857–1918), deutscher Architekt, Fachmann für landwirtschaftliches Bauwesen
- Schubert, Alfred (1889–1965), deutscher Kunsthistoriker
- Schubert, András (* 1946), ungarischer Informationswissenschaftler
- Schubert, André (* 1971), deutscher FußballtrainerAndré Schubert (* 1971)

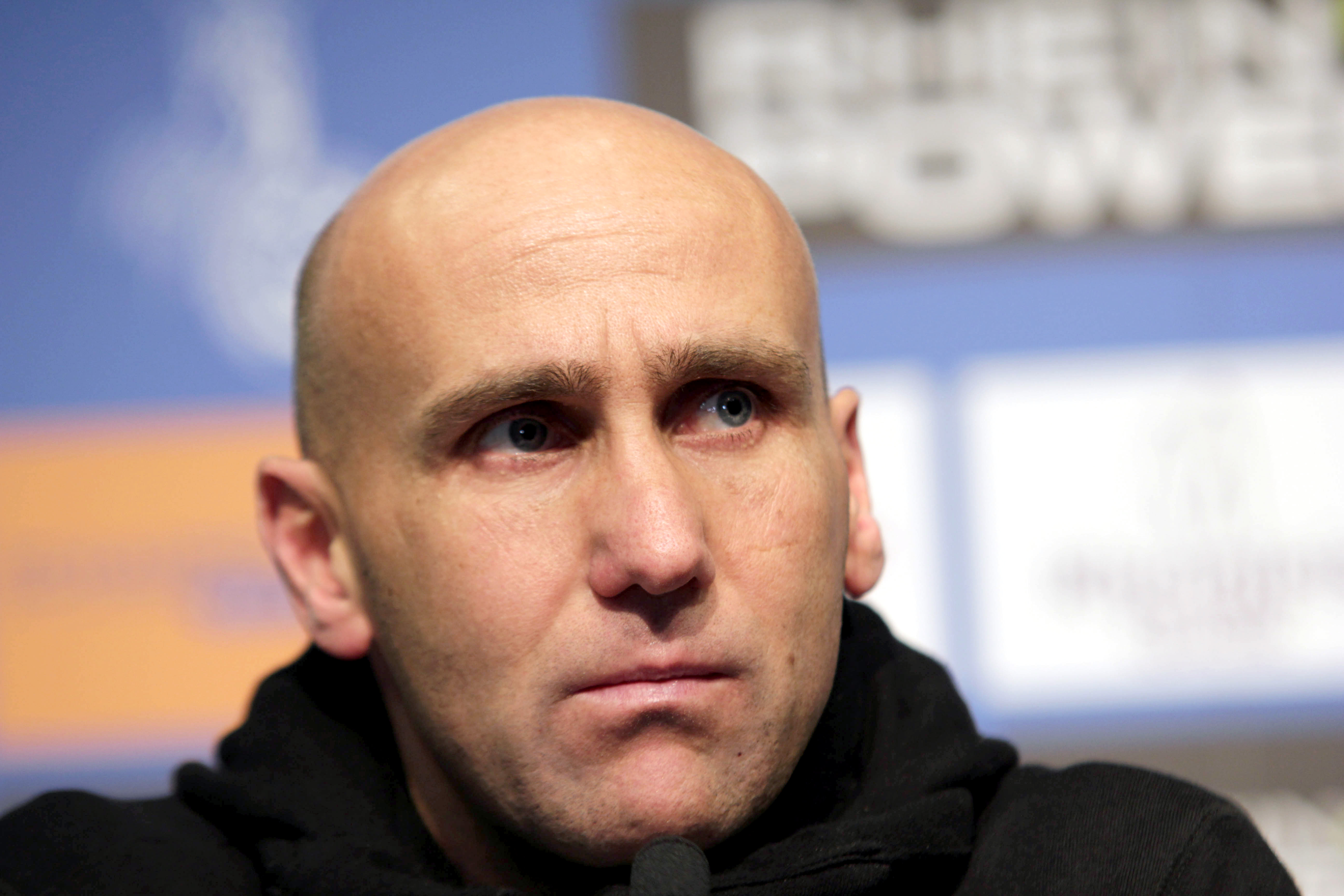
André Schubert (* 1971)

- Schubert, Andreas (* 1970), deutscher Politiker (Die Linke) und Geophysiker
- Schubert, Andreas (1975–2020), deutscher Lastkraftwagenfahrer und Fuhrunternehmer
- Schubert, Andreas von (* 1968), deutscher Maschinenbauingenieur und Wirtschaftswissenschaftler
- Schubert, Anita (* 1937), deutsche Objektkünstlerin, Malerin und Collagistin
- Schubert, Anna Luise (* 1934), deutsch-österreichische, ehemalige Tänzerin, Schauspielerin und Sängerin
- Schubert, Anna-Lena, Psychologin
- Schubert, Anselm (* 1969), deutscher Religionswissenschaftler
- Schubert, Antje (* 1967), Managerin, Vorsitzende der Geschäftsführung des Unternehmens Iglo, Mitglied des Konzernvorstands
- Schubert, Augustin (1902–1942), deutscher römisch-katholischer Geistlicher, Augustiner-Eremit und Märtyrer
- Schubert, Axel (* 1967), deutscher Basketballspieler

###### Schubert, B
- Schubert, Benno (1877–1957), Bürgermeister, Mitglied des Provinziallandtages der Provinz Hessen-Nassau
- Schubert, Bernd (* 1944), deutscher Fußballspieler
- Schubert, Bernd (* 1945), deutscher Leichtathletiktrainer
- Schubert, Bernd (* 1955), deutscher Politiker (CDU), MdL
- Schubert, Bernhard von (1951–2017), deutscher Unternehmer
- Schubert, Bruno (* 1997), deutscher Schauspieler und Synchronsprecher
- Schubert, Bruno H. (1919–2010), deutscher Unternehmer, Konsul und Mäzen

###### Schubert, C
- Schubert, Carl Eduard (1830–1900), deutscher Orgelbauer
- Schubert, Carl von (1882–1947), deutscher Staatsbeamter und Diplomat
- Schubert, Charlotte (* 1955), deutsche Althistorikerin und Medizinhistorikerin
- Schubert, Christa (* 1955), deutsche Volleyballspielerin
- Schubert, Christian (* 1961), deutscher Psychoneuroimmunologe
- Schubert, Christian Friedrich (1808–1874), deutscher Lehrer und Politiker
- Schubert, Christoph (* 1970), deutscher Klassischer Philologe
- Schubert, Christoph (* 1982), deutscher Eishockeyspieler und -trainer
- Schubert, Claudia (* 1976), deutsche Rechtswissenschaftlerin und Professorin
- Schubert, Claudia (* 1978), österreichische FernsehmoderatorinClaudia Schubert (* 1978)

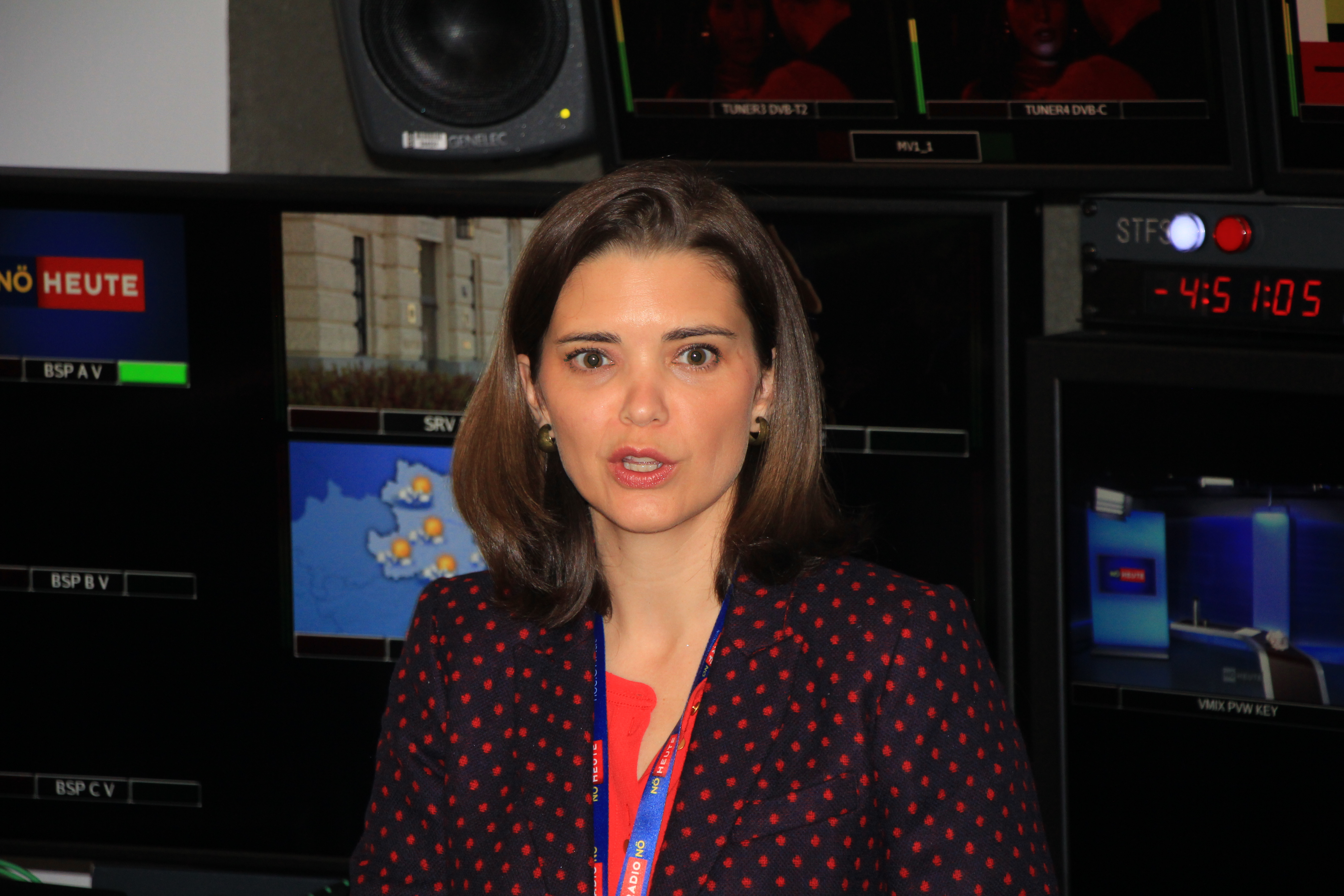
Claudia Schubert (* 1978)

- Schubert, Conrad von (1847–1924), preußischer Generalleutnant, Weingutsbesitzer und Politiker, MdR
- Schubert, Cordula (* 1959), deutsche Politikerin (CDU) und Ministerialbeamtin

###### Schubert, D
- Schubert, David (* 1987), deutscher Koch
- Schubert, Detlef (* 1946), deutscher Politiker (CDU), Staatssekretär
- Schubert, Dieter (1929–2008), deutscher Schriftsteller
- Schubert, Dieter (* 1943), deutscher Rudersportler
- Schubert, Dieter (* 1951), deutscher Fußballspieler
- Schubert, Dietrich (* 1940), deutscher Drehbuchautor, Filmproduzent, Kameramann und Filmregisseur
- Schubert, Dietrich (* 1941), deutscher Kunsthistoriker, Professor für Kunstwissenschaft
- Schubert, Don (* 1965), deutsch-kanadischer Jurist und Drehbuchautor für Film und Fernsehen

###### Schubert, E
- Schubert, E. Fred (* 1956), deutscher Ingenieurwissenschaftler auf dem Gebiet der Elektrotechnik
- Schubert, Eberhart (1927–2020), deutscher Betriebswirt und Hochschullehrer
- Schubert, Edeltraud (1917–2013), deutsche Schauspielerin
- Schubert, Edeltraud (* 1957), deutsche Turnerin
- Schubert, Emil (* 1879), deutscher Landrat
- Schubert, Erdmann (1840–1919), sächsischer Generalmajor
- Schubert, Erik (* 1996), deutscher Radsportler
- Schubert, Erika (1920–2019), österreichische Opernsängerin (Alt)
- Schubert, Ernst (1927–2012), deutscher Kunsthistoriker und Historiker
- Schubert, Ernst (1937–2021), deutscher Apotheker und Sanitätsoffizier
- Schubert, Ernst (1941–2006), deutscher Historiker
- Schubert, Ernst Konstantin von (1757–1835), Jurist und Beamter in Schweden, Schwedisch-Pommern und Preußen
- Schubert, Evy (* 1981), deutsche Regisseurin und Videokünstlerin

###### Schubert, F
- Schubert, Fabian (* 1994), österreichischer Fußballspieler
- Schubert, Ferdinand (1794–1859), österreichischer KomponistFerdinand Schubert (1794–1859)

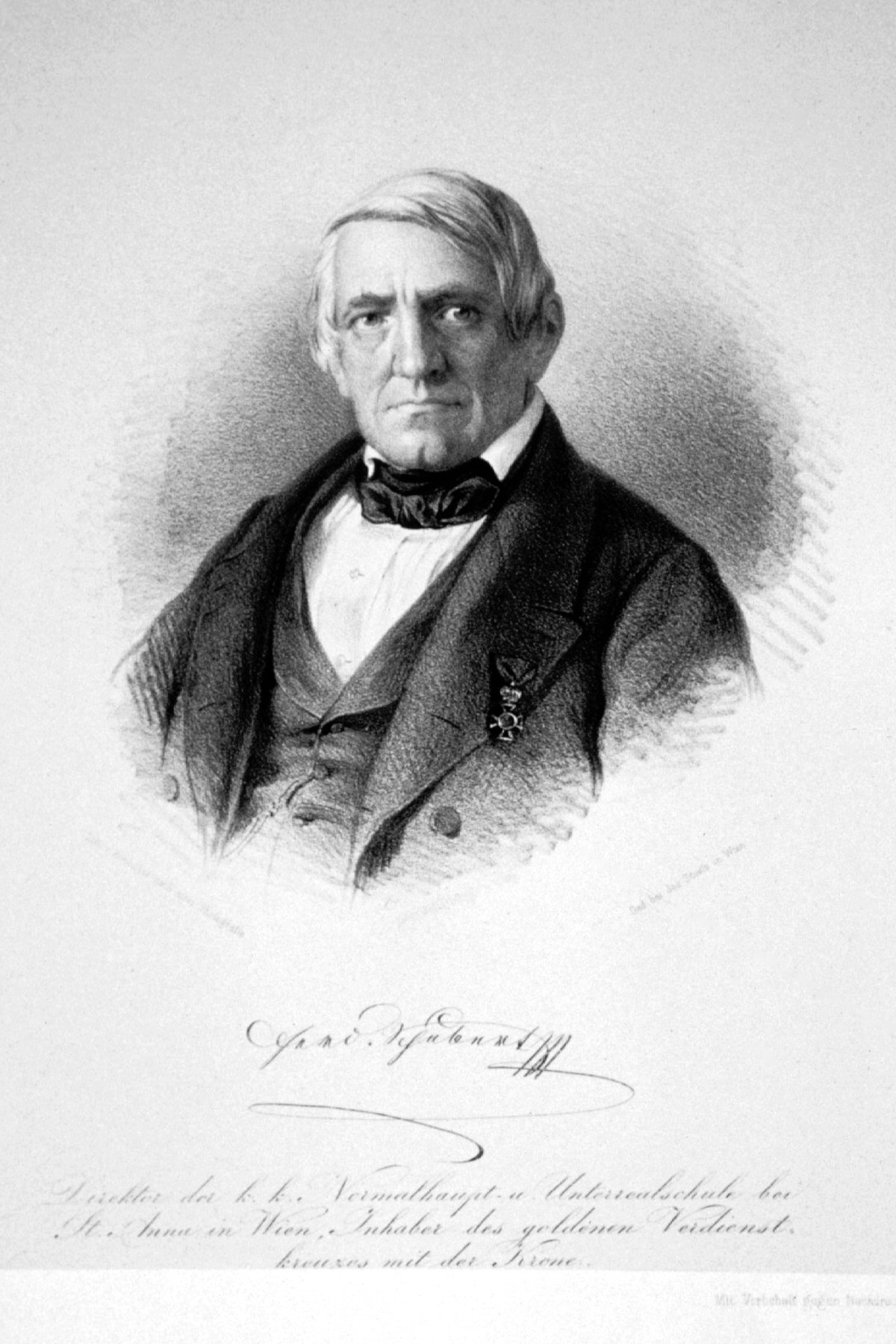
Ferdinand Schubert (1794–1859)

- Schubert, François (1808–1878), deutscher Komponist und Geiger
- Schubert, Frank (* 1949), deutscher Endurosportler
- Schubert, Frank (1957–1980), deutscher Rechtsterrorist und Mitglied der VSBD/PdA
- Schubert, Frank Paul (* 1965), deutscher Jazz- und Improvisationsmusiker
- Schubert, Franz (1797–1828), österreichischer KomponistFranz Schubert (1797–1828)

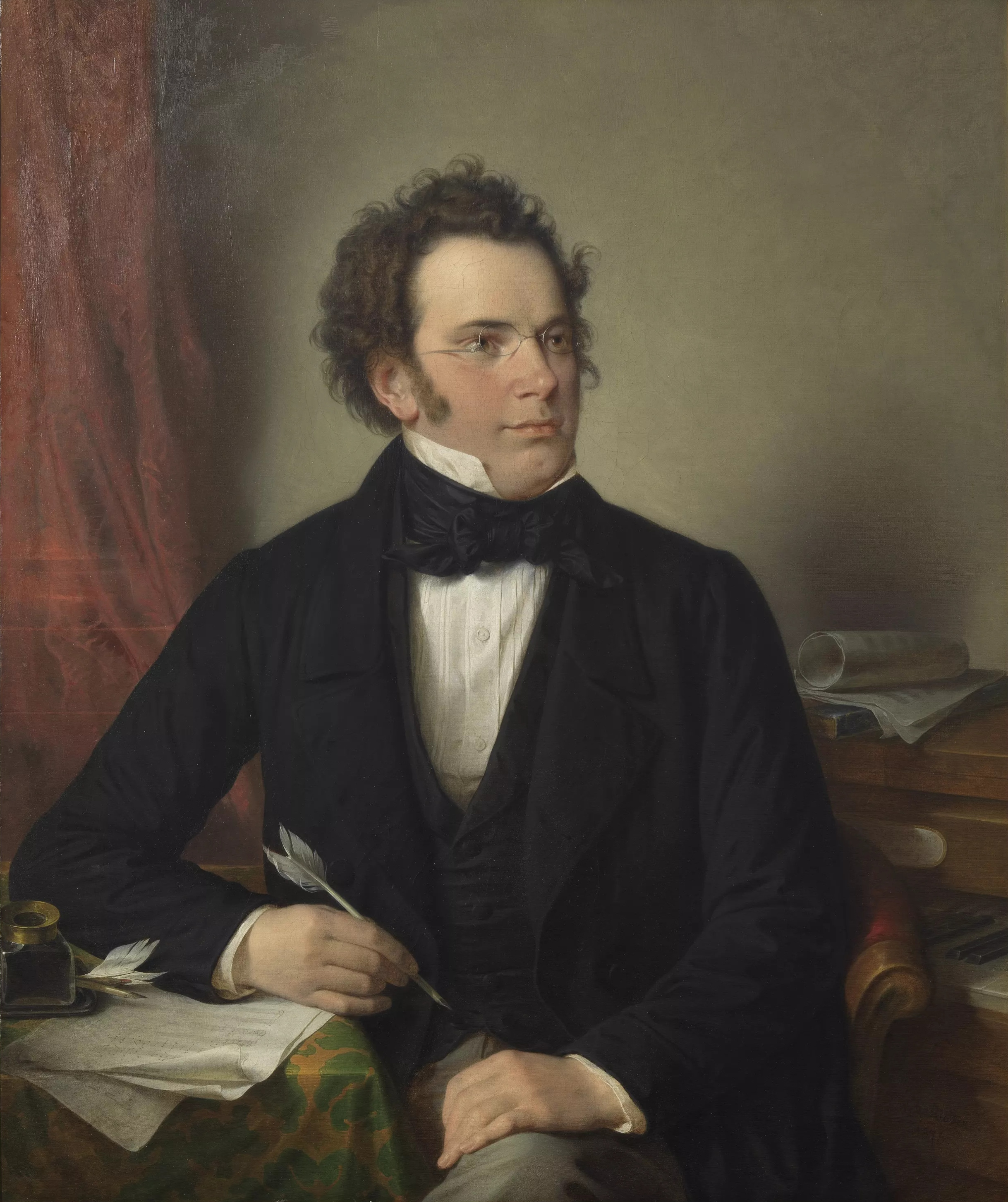
Franz Schubert (1797–1828)

- Schubert, Franz (1876–1937), deutscher katholischer Pastoraltheologe
- Schubert, Franz (1905–1992), deutscher Politiker (NSDAP), MdR
- Schubert, Franz (1917–2001), deutscher Kaufmann, Verleger und Genealoge
- Schubert, Franz Anton (1768–1824), deutscher Kirchenkomponist
- Schubert, Franz August (1806–1893), deutscher Historienmaler
- Schubert, Franziska (* 1979), deutsche Schauspielerin
- Schubert, Franziska (* 1982), deutsche Politikerin (Bündnis 90/Die Grünen), MdL
- Schubert, Franziska (* 1993), deutsche Skispringerin
- Schubert, Friedrich (1789–1865), russischer Offizier und Geodät
- Schubert, Friedrich (* 1871), deutscher Baurat und Ministerialbeamter
- Schubert, Friedrich (1897–1947), deutscher Unteroffizier und Kriegsverbrecher
- Schubert, Friedrich Hermann (1925–1973), deutscher Historiker
- Schubert, Friedrich Karl (1832–1892), deutscher Schriftsteller
- Schubert, Friedrich Theodor von (1758–1825), deutscher Astronom
- Schubert, Friedrich Wilhelm (1799–1868), deutscher Historiker, Staatskundler und Hochschullehrer
- Schubert, Friedrich Wilhelm von (1788–1856), deutscher lutherischer Theologe, Skandinavist und Hochschullehrer
- Schubert, Fritz (1914–1967), deutscher Kommunalpolitiker (SPD) und Landrat des Landkreises Hanau
- Schubert, Fritz Andreas (1913–1991), deutscher Buchdrucker, Bibliothekar und Maler

###### Schubert, G
- Schubert, Gabriella (* 1943), deutsche Slawistin
- Schubert, Georg (1879–1938), deutscher Kameramann und Filmregisseur
- Schubert, Georg (1899–1968), deutscher Bildhauer
- Schubert, Georg (1911–2005), deutscher Maler und Grafiker
- Schubert, Georg Oskar (1900–1955), deutscher Fernsehtechniker
- Schubert, Georgine (1840–1878), deutsche Opernsängerin (Sopran)
- Schubert, Gerhard (1907–1964), deutscher Gynäkologe, Geburtshelfer, Chirurg, Genetiker und Strahlenbiologe
- Schubert, Gerhard, deutscher Rugby-Union-Trainer und -Schiedsrichter und ehemaliger -Spieler
- Schubert, Giselher (* 1944), deutscher Musikwissenschaftler
- Schubert, Gotthard (1913–1985), deutscher SS-Hauptsturmführer
- Schubert, Gotthilf Heinrich von (1780–1860), deutscher Arzt und Naturforscher
- Schubert, Götz (* 1963), deutscher Schauspieler und Hörbuch- sowie HörspielsprecherGötz Schubert (* 1963)

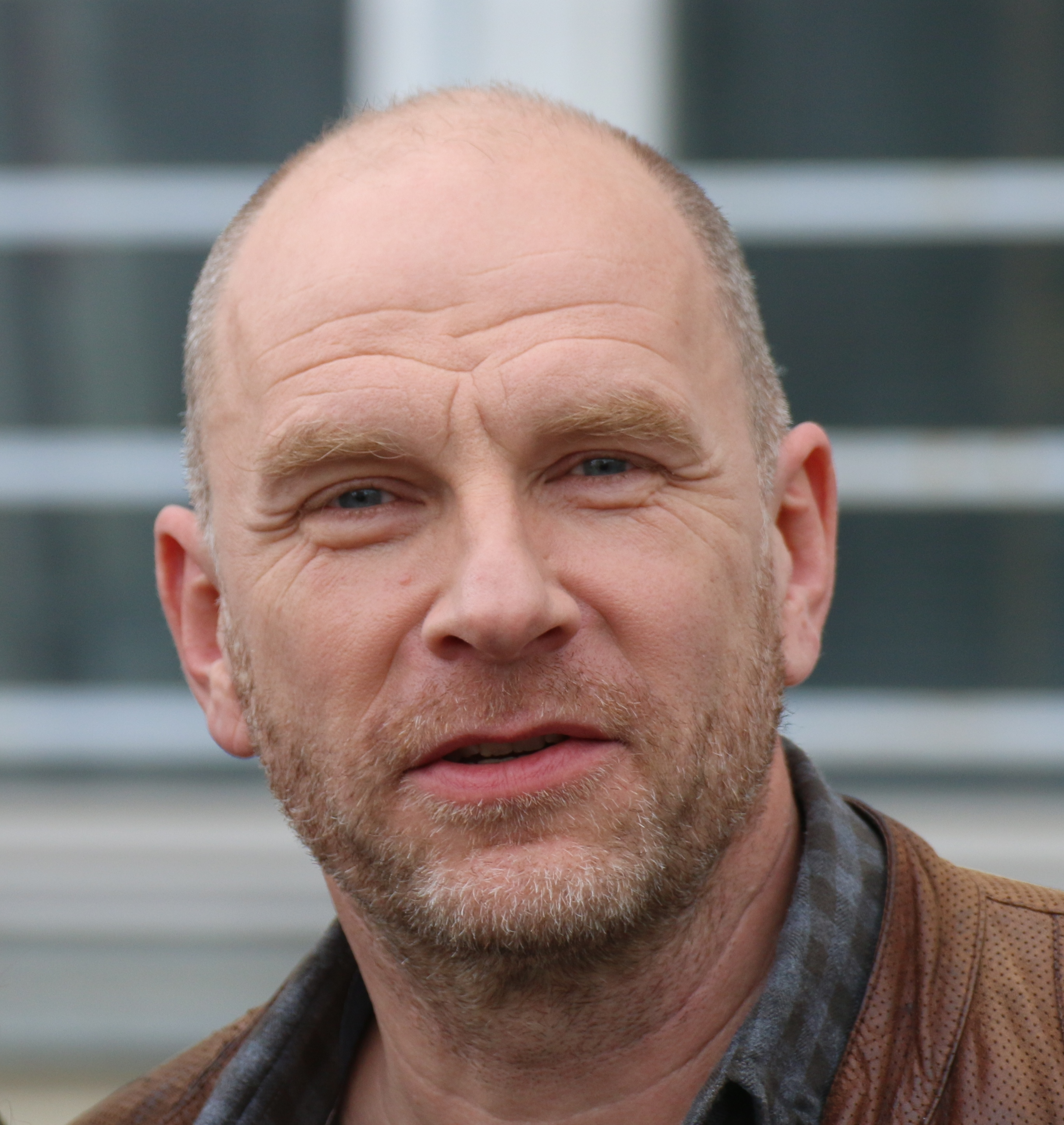
Götz Schubert (* 1963)

- Schubert, Grant (* 1980), australischer Hockeyspieler
- Schubert, Günter (1929–2014), deutscher Journalist und Historiker
- Schubert, Günter (1938–2008), deutscher Schauspieler
- Schubert, Gunter (* 1963), deutscher Sinologe
- Schubert, Günther (1898–1974), deutscher Konteradmiral der Kriegsmarine
- Schubert, Günther (1955–2002), deutscher Fußballtorhüter
- Schubert, Gustav (1897–1976), österreichischer Physiologe und Hochschullehrer
- Schubert, Gustav von (1824–1907), sächsischer Generalleutnant, Militärschriftsteller
- Schubert, Gustav Wilhelm (1801–1877), sächsischer Kommissionsrat, Jurist und Historiker
- Schubert, Gytta (* 1948), österreichische Schauspielerin

###### Schubert, H
- Schubert, Hans (1884–1961), deutscher Archivar und Historiker
- Schubert, Hans (1908–1987), deutscher Mathematiker
- Schubert, Hans von (1859–1931), deutscher evangelischer Theologe und Historiker
- Schubert, Hans-Joachim (1929–1999), deutscher Jurist
- Schubert, Hans-Joachim (* 1947), deutscher Offizier, Generalleutnant der Bundeswehr
- Schubert, Hans-Jürgen (* 1940), deutscher Sprachwissenschaftler und Bibliothekar
- Schubert, Hans-Otto (* 1906), deutscher Mediziner
- Schubert, Hartmut (* 1960), deutscher Politiker (SPD), MdL
- Schubert, Hartwig von (* 1954), deutscher evangelischer Theologe
- Schubert, Heino (1928–2018), deutscher Komponist, Hochschullehrer, Kirchenmusiker und Organist
- Schubert, Heinrich (1805–1880), deutscher Jurist und Politiker
- Schubert, Heinrich (1875–1960), deutscher Generalmajor der Wehrmacht
- Schubert, Heinrich (1926–2018), deutscher Ingenieur
- Schubert, Heinrich (* 1951), deutscher Leichtathlet
- Schubert, Heinrich Carl (1827–1897), österreichischer Landschafts- und Blumenmaler sowie Zeichenlehrer
- Schubert, Heinz (1908–1945), deutscher Komponist und Dirigent
- Schubert, Heinz (1912–2001), deutschböhmischer, tschechoslowakischer sowie deutscher Grafiker, Maler, Illustrator und Zeichner
- Schubert, Heinz (1914–1987), deutscher SS-Führer und Adjutant von Otto Ohlendorf
- Schubert, Heinz (1925–1999), deutscher Schauspieler, Schauspiellehrer und Fotograf
- Schubert, Helga (* 1940), deutsche Psychologin und AutorinHelga Schubert (* 1940)

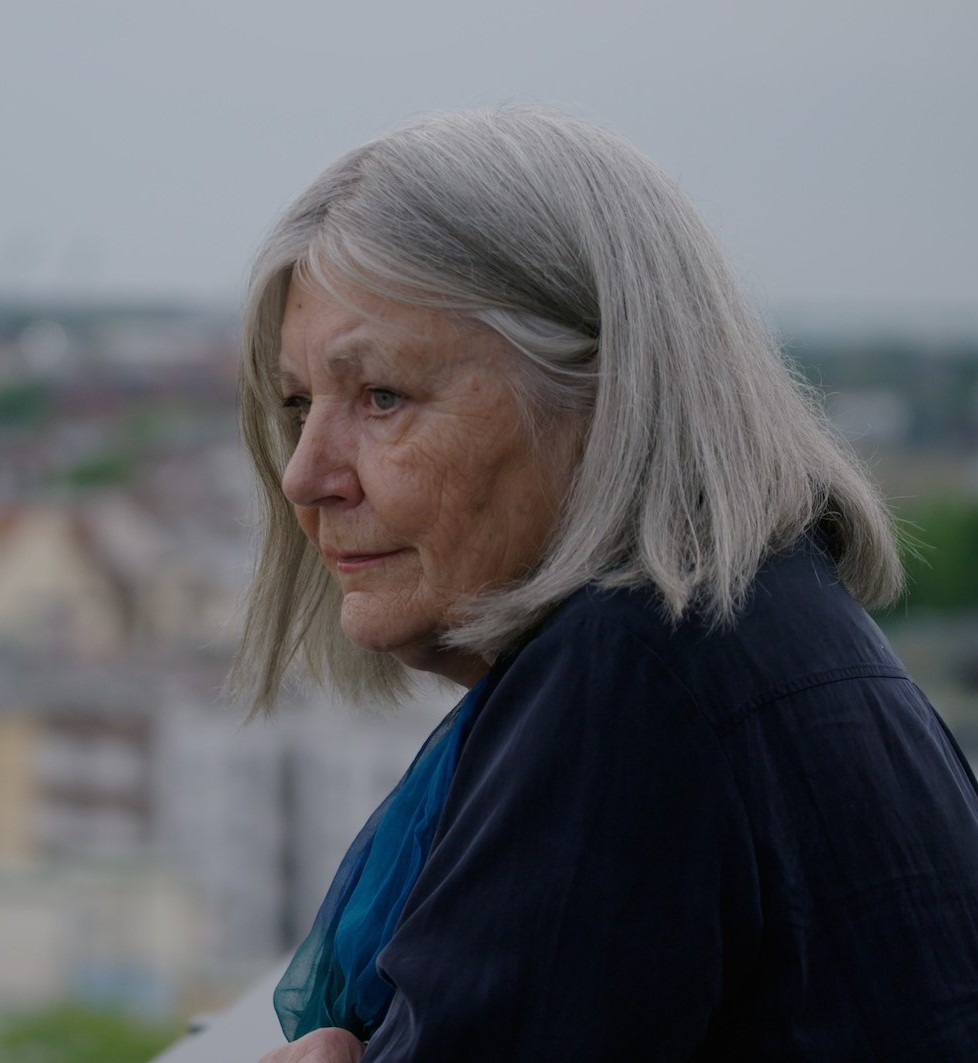
Helga Schubert (* 1940)

- Schubert, Helmar (* 1939), deutscher Ingenieur, Professor für Lebensmittelverfahrenstechnik
- Schubert, Helmut (1916–1988), deutscher Fußballspieler
- Schubert, Helmut (1951–2012), deutscher Werkstoffwissenschaftler
- Schubert, Hendrik (* 1960), deutscher Biologe
- Schubert, Herbert F. (1931–2011), deutscher Tänzer, Choreograf und Sänger
- Schubert, Hermann (1826–1892), österreichischer Benediktiner, Prediger und Seelsorger
- Schubert, Hermann (1831–1917), deutscher Bildhauer
- Schubert, Hermann (1848–1911), deutscher Mathematiker
- Schubert, Hermann (1886–1938), deutscher Politiker (KPD), MdR
- Schubert, Hermann (1921–1995), deutscher Chemiker und Hochschullehrer
- Schubert, Hermann (* 1964), deutscher Wirtschaftswissenschaftler
- Schubert, Hiltmar (1927–2020), deutscher Chemiker und Explosivstoffspezialist
- Schubert, Horst (1919–2001), deutscher Mathematiker
- Schubert, Horst (1922–2008), deutscher Journalist
- Schubert, Horst (1923–1996), deutscher Politiker (FDP)
- Schubert, Hugo (1874–1913), österreichischer Porträt- und Genremaler sowie Radierer und Illustrator

###### Schubert, I
- Schubert, Ilona (1900–1983), Anthroposophin und eine der ersten Eurythmistinnen
- Schubert, Ina (* 1963), deutsche Lehrerin und Politikerin (PDS), MdVK
- Schubert, Ingo (1927–1999), deutscher Arzt, Hochschullehrer und Politiker (DDR-CDU, CDU), MdL
- Schubert, Ingrid (1944–1977), deutsche Terroristin der RAF
- Schubert, Ingrid (* 1950), österreichische Politikerin (SPÖ), Landtagsabgeordnete und Gemeinderätin

###### Schubert, J
- Schubert, Jakob (* 1990), österreichischer SportklettererJakob Schubert (* 1990)

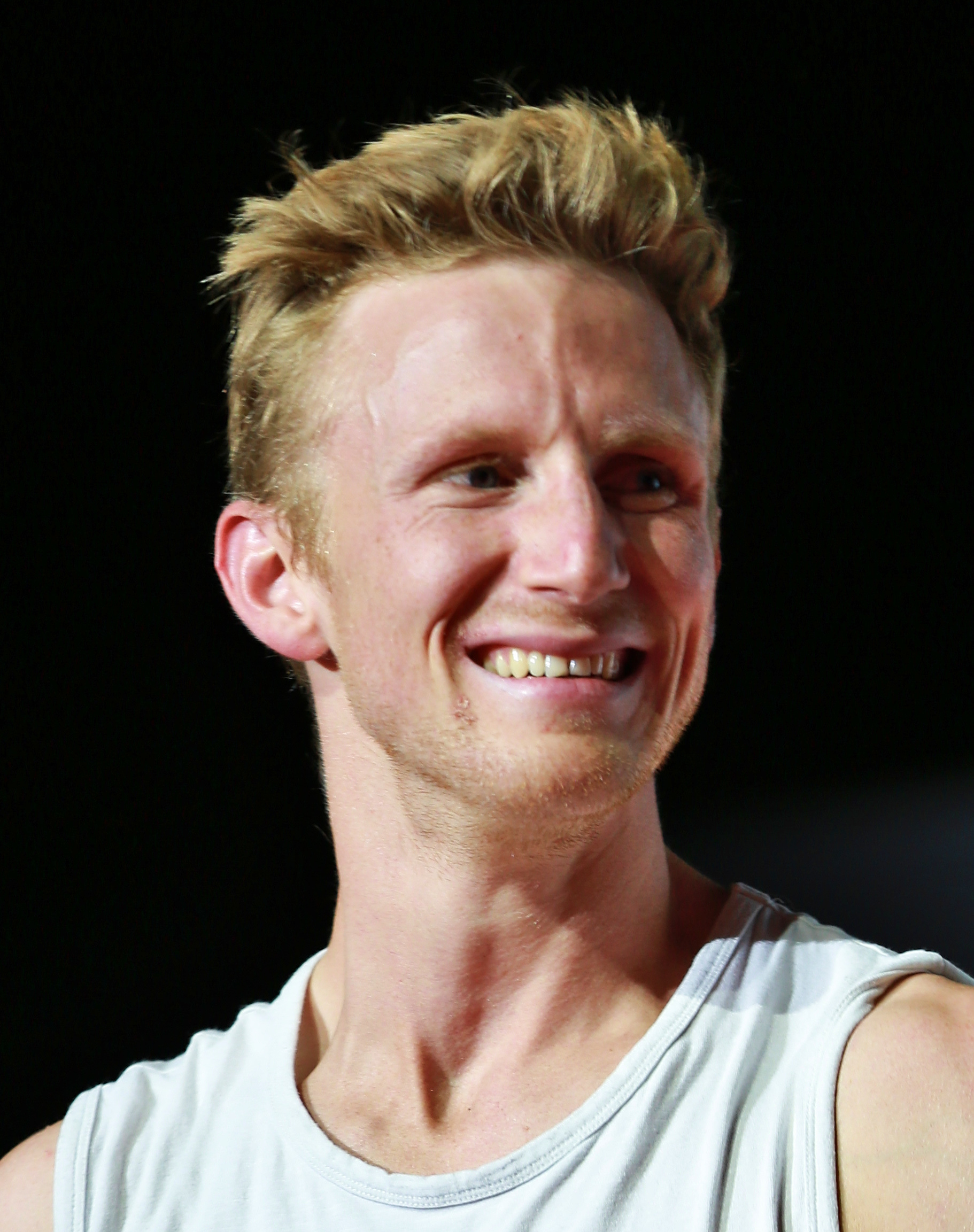
Jakob Schubert (* 1990)

- Schubert, Jennifer (* 1973), deutsche Politikerin (Bündnis 90/Die Grünen), MdL
- Schubert, Jens (* 1983), deutscher Grafiker
- Schubert, Jens Michael (* 1969), deutscher Jurist
- Schubert, Johann (1906–1951), deutscher Mikrobiologe und Hygieniker, Hochschullehrer in Königsberg und Göttingen
- Schubert, Johann Andreas (1808–1870), deutscher Ingenieur, Unternehmer und Hochschullehrer
- Schubert, Johann David (1761–1822), deutscher Maler, Kupferstecher und Zeichner
- Schubert, Johann Ernst (1717–1774), deutscher evangelischer Theologe
- Schubert, Johann Friedrich (1769–1811), deutscher Geiger und Komponist
- Schubert, Johann Gottlieb, deutscher Unternehmer und Hammerwerksbesitzer
- Schubert, Johann Heinrich (1692–1757), evangelisch-pietistischer Prediger in Ebersdorf und Potsdam, Superintendent in Zossen
- Schubert, Johanna (* 1963), deutsche Schauspielerin
- Schubert, Johanne Juliane (1776–1864), deutsche Weberin und Volksdichterin aus dem heutigen Niederschlesien
- Schubert, Johannes (1859–1947), deutscher Mathematiker, Physiker und Meteorologe
- Schubert, Johannes (1896–1976), deutscher Tibetologe
- Schubert, Johannes (* 1990), österreichischer Filmproduzent
- Schubert, Joseph († 1837), deutscher Violinist, Bratschist und Komponist
- Schubert, Joseph (1890–1969), römisch-katholischer Bischof
- Schubert, Július (1922–1949), ungarisch-tschechoslowakischer Fußballspieler
- Schubert, Jürgen (* 1950), deutscher Fußballspieler
- Schubert, Jutta (* 1959), deutsche Schriftstellerin

###### Schubert, K
- Schubert, Karin (* 1944), deutsche Politikerin (SPD)
- Schubert, Karin (* 1944), deutsche Schauspielerin
- Schubert, Karin (* 1967), deutsche Fernsehmoderatorin
- Schubert, Karl (1795–1855), österreichischer Landschaftsmaler
- Schubert, Karl (1889–1949), österreichischer Heil- und Waldorfpädagoge
- Schubert, Karl (1903–1984), deutscher Verwaltungsjurist
- Schubert, Karl (1905–1986), deutscher Lehrer und Politiker (CSU), MdL Bayern
- Schubert, Karl (1906–2006), deutscher Generalmusikdirektor und Chefdirigent
- Schubert, Karl (1908–1991), deutscher Schwimmer
- Schubert, Karl (1909–2006), deutschböhmischer Bildhauer
- Schubert, Karl (* 1936), deutscher Fußballspieler
- Schubert, Karl-Heinz (1929–1992), deutscher Ingenieur, Amateurfunker, Redakteur und Autor
- Schubert, Katharina (* 1963), deutsche SchauspielerinKatharina Schubert (* 1963)

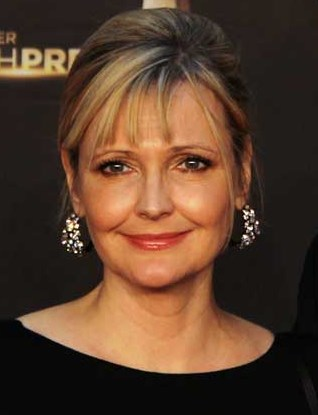
Katharina Schubert (* 1963)

- Schubert, Katharina Marie (* 1977), deutsche Theater- und Filmschauspielerin
- Schubert, Kathrin (* 1973), deutsche Autorin
- Schubert, Katina (* 1961), deutsche Politikerin (Die Linke), MdAKatina Schubert (* 1961)

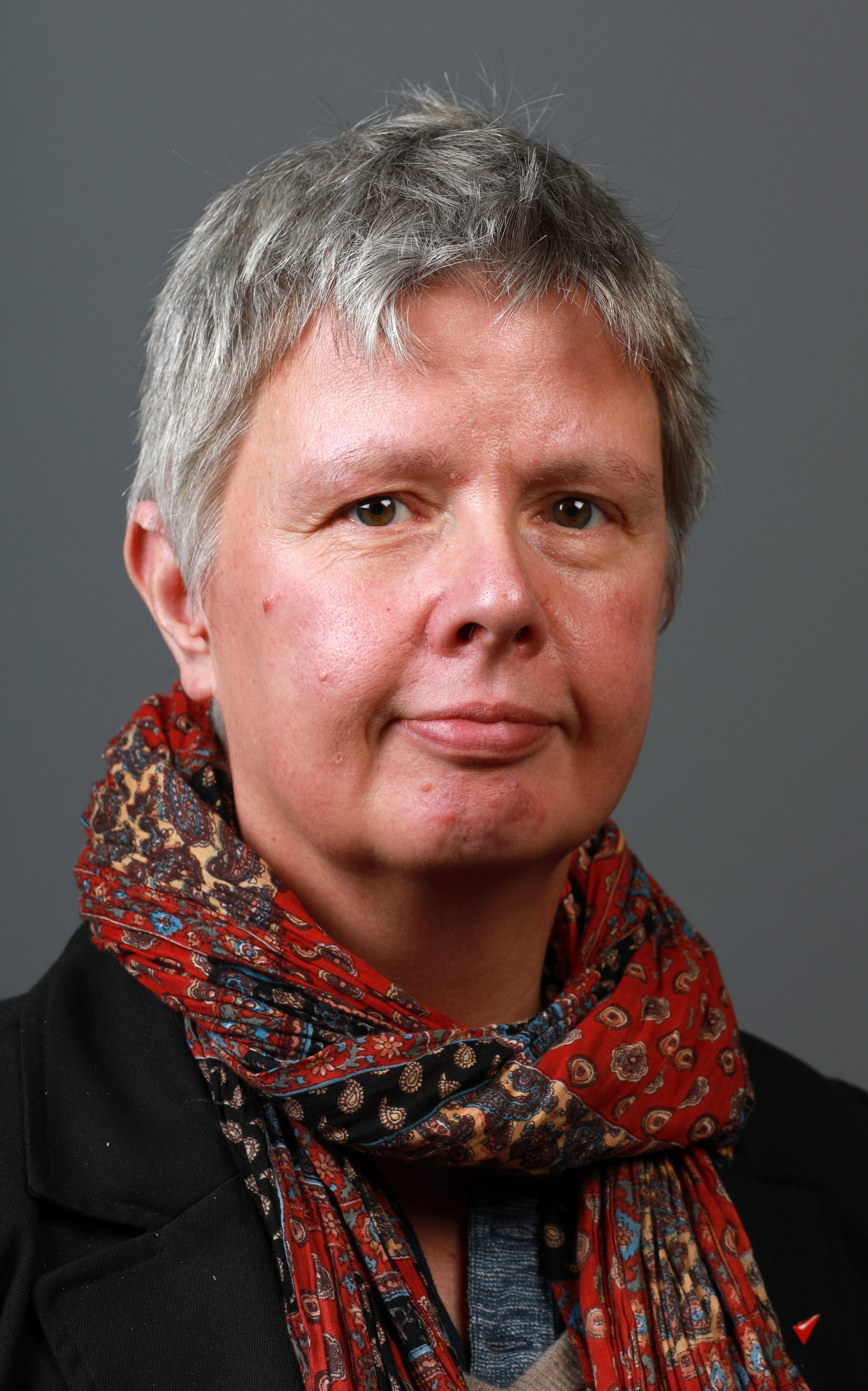
Katina Schubert (* 1961)

- Schubert, Klaus (* 1948), deutscher Politikwissenschaftler
- Schubert, Klaus (* 1951), deutscher Hochschullehrer, Professor für Politikwissenschaft
- Schubert, Klaus (* 1954), deutscher Sprachwissenschaftler und Hochschullehrer
- Schubert, Klaus R. (* 1939), deutscher Physiker
- Schubert, Klaus von (1941–1989), deutscher Politologe
- Schubert, Knut (* 1958), deutscher Eiskunstläufer und Eiskunstlauftrainer
- Schubert, Konrad (1915–1992), deutscher Physiker auf dem Gebiet der Metallforschung
- Schubert, Konrad (1927–2017), deutscher Fußballspieler
- Schubert, Konrad von (1901–1973), deutscher Diplomat
- Schubert, Konstantin (* 1982), deutscher Radrennfahrer
- Schubert, Konstantin (* 1998), deutscher Basketballspieler
- Schubert, Kurt (1891–1945), deutscher Komponist, Pianist und Klavierpädagoge
- Schubert, Kurt (1902–1967), deutscher Pfarrer und Politiker (CDU)
- Schubert, Kurt (1923–2007), österreichischer Universitätsprofessor für Judaistik
- Schubert, Kurt (1926–1975), deutscher Ingenieur und Hochschullehrer
- Schubert, Kurt (* 1926), deutscher Handwerker und Politiker (NDPD)

###### Schubert, L
- Schubert, Leland (1907–1998), amerikanischer Literaturwissenschaftler und Philanthrop
- Schubert, Leo (1885–1968), deutscher Politiker (NSDAP), MdR
- Schubert, Lisa (* 2002), deutsche Politikerin (Die Linke), MdB
- Schubert, Lukas (* 1987), deutscher Faustballer
- Schubert, Lukas (* 1989), österreichischer Fußballspieler

###### Schubert, M
- Schubert, Manfred (1903–2007), deutscher Verwaltungsjurist
- Schubert, Manfred (1927–2021), deutscher Kabarettist
- Schubert, Manfred (1929–2020), deutscher Maler und Grafiker
- Schubert, Manfred (1930–1987), deutscher Verfahrenstechniker, MdV
- Schubert, Manfred (1937–2011), deutscher Komponist, Dirigent und Musikkritiker
- Schubert, Markus (* 1998), deutscher FußballtorhüterMarkus Schubert (* 1998)

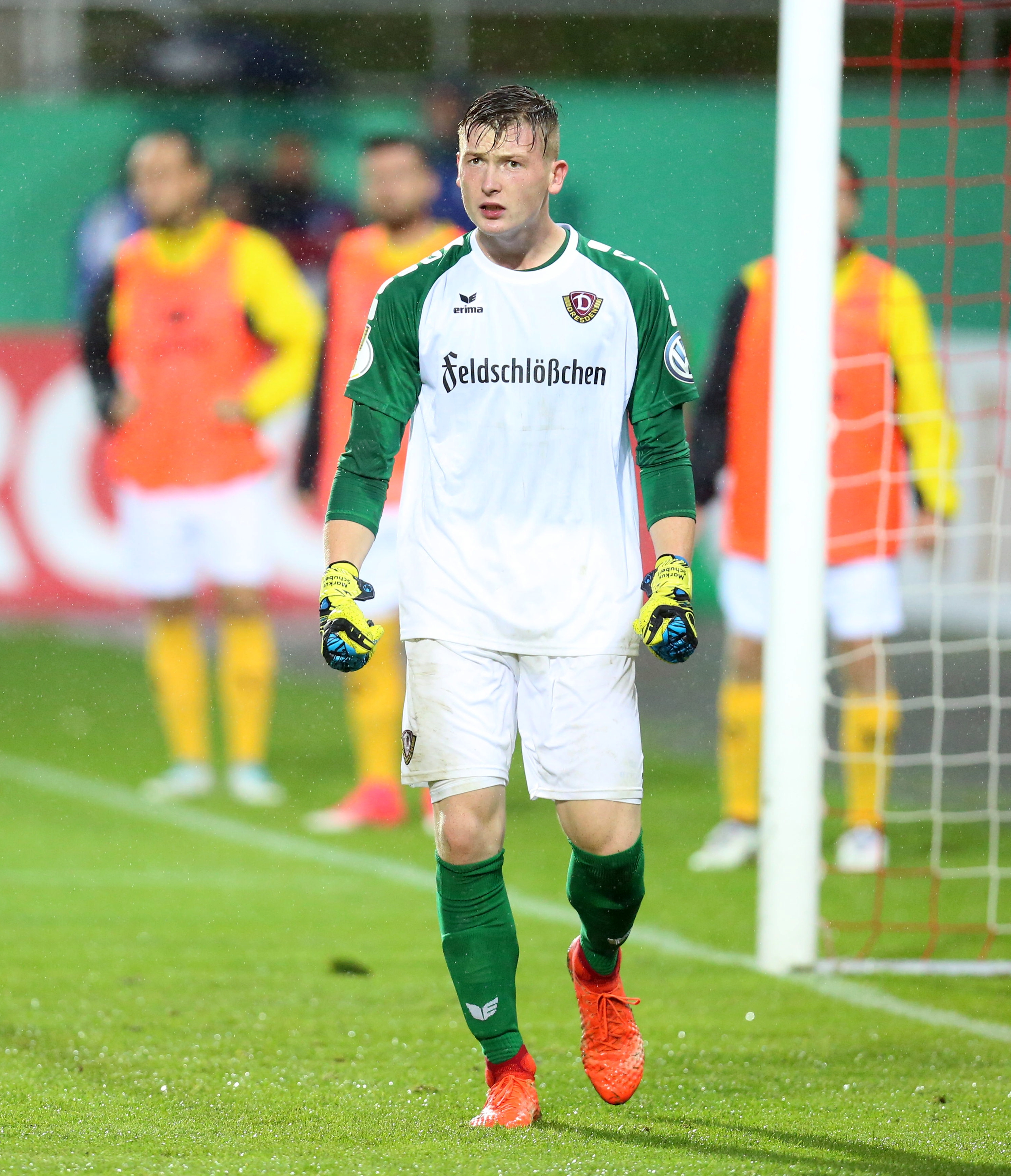
Markus Schubert (* 1998)

- Schubert, Martin (1896–1964), deutscher Dermatologe und Hochschullehrer
- Schubert, Martin (1960–2020), deutscher Komponist, Musiker, Audioproduzent, Sprecher
- Schubert, Mathias (1952–2004), deutscher Politiker (SPD), MdB
- Schubert, Matthias (* 1960), deutscher Jazzmusiker
- Schubert, Max (1926–1998), deutscher Physiker
- Schubert, Max Georg (1840–1901), sächsischer Fabrikant und Mitglied der Ständeversammlung (Landtag) des Königreichs Sachsen
- Schubert, Maximilian (* 1990), deutscher Handballspieler
- Schubert, Melitta (* 1963), österreichische Diplomatin, Botschafterin in Irland
- Schubert, Michael (* 1986), deutscher Schwimmer
- Schubert, Mick (* 1988), dänischer Handballspieler
- Schubert, Mike (* 1973), deutscher Kommunalpolitiker (SPD), Oberbürgermeister von Potsdam
- Schubert, Mona (* 1990), deutsche Schauspielerin

###### Schubert, N
- Schubert, Nadja (* 1971), deutsche Blockflötistin
- Schubert, Nicoline (* 1976), deutsche Schauspielerin
- Schubert, Normann (* 1959), deutscher Fußballspieler

###### Schubert, O
- Schubert, Olaf (* 1967), deutscher Humorist, Komiker, Kabarettist, Musiker und ModeratorOlaf Schubert (* 1967)

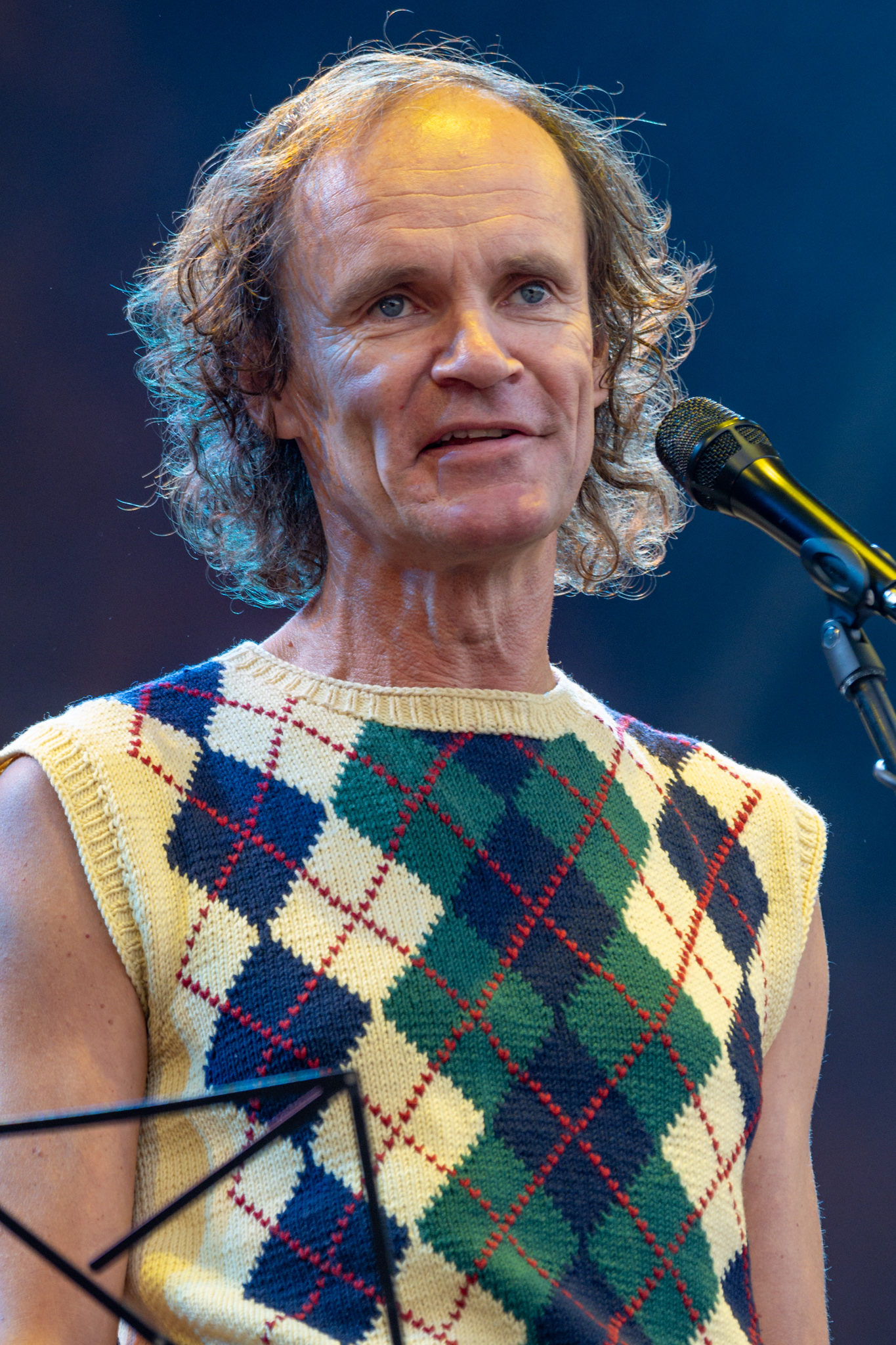
Olaf Schubert (* 1967)

- Schubert, Olaf (* 1974), deutscher Fotojournalist und Buchautor
- Schubert, Otto (1854–1930), deutscher Architekt
- Schubert, Otto (1878–1968), deutscher Architekt und Hochschullehrer
- Schubert, Otto (1892–1970), deutscher Bühnenmaler
- Schubert, Otto (1895–1969), deutscher Montanwissenschaftler und Hochschullehrer
- Schubert, Otto (1918–1978), deutscher Offizier und Hochschullehrer
- Schubert, Otto von (1886–1971), deutscher Marineoffizier, zuletzt Kapitänleutnant der Kaiserlichen Marine, Regierungsdirektor und Direktor der deutschen Seewarte

###### Schubert, P
- Schubert, Paul (1873–1937), russlanddeutscher römisch-katholischer Geistlicher und Märtyrer
- Schubert, Paul (1884–1945), lettischer Pianist, Komponist und Musikpädagoge
- Schubert, Paul (* 1963), Schweizer Altphilologe
- Schubert, Paul Hermann (1904–1957), deutscher Schriftsteller
- Schubert, Paul-Heinz (1913–1991), deutscher Politiker (FDP), MdBB
- Schubert, Peter (1929–2021), deutscher Maler des Informel
- Schubert, Peter (1938–2003), deutscher Albanologe und Diplomat
- Schubert, Peter (* 1959), deutscher Bühnenbildner
- Schubert, Peter (* 1966), deutscher Fußballtrainer
- Schubert, Petra (* 1968), deutsche Badmintonspielerin
- Schubert, Philipp (1897–1965), deutscher Politiker (SPD), Hermannsteiner Bürgermeister, Landrat
- Schubert, Pit (1935–2024), deutscher Bergsteiger und Sachbuchautor

###### Schubert, R
- Schubert, Rainer (1941–2014), deutscher Leichtathlet
- Schubert, Rainer (1948–2025), österreichischer Philosoph und Hochschullehrer und Diplomat
- Schubert, Rainer M. (* 1946), deutscher Fluchthelfer
- Schubert, Rainer-Maria (* 1944), deutscher Bildhauer und Steinmetz
- Schubert, Renate (* 1939), deutsche Schauspielerin
- Schubert, Renate (1940–1966), deutsche Nachwuchsschauspielerin
- Schubert, Renate (* 1942), deutsche Handballtrainerin und Handballspielerin
- Schubert, René (1910–1976), deutscher Internist und Gerontologe
- Schubert, Richard (1886–1955), deutscher Politiker (KPD), MdL Sachsen
- Schubert, Richard Johann (1876–1915), österreichischer Geologe und Paläontologe
- Schubert, Richard von (1850–1933), preußischer Generaloberst im Ersten Weltkrieg
- Schubert, Roland (1936–1996), deutscher Philosoph und Hochschullehrer
- Schubert, Roland (* 1962), deutscher Opern- und Konzertsänger (Bass)
- Schubert, Rolf (1932–2013), deutscher Maler
- Schubert, Rosemarie (* 1943), deutsche Speerwerferin
- Schubert, Rüdiger (* 1949), deutscher Politiker (SPD), MdL
- Schubert, Rudolf (1844–1924), deutscher Althistoriker
- Schubert, Rudolf (1866–1954), deutscher Pädagoge und Hochschullehrer
- Schubert, Rudolf (1880–1936), tschechoslowakischer kommunistischer Politiker
- Schubert, Rudolf (1927–2022), deutscher Biologe

###### Schubert, S
- Schubert, Sebastian (* 1965), deutscher Autor und Grafiker
- Schubert, Sebastian (* 1988), deutscher Slalom-Kanute
- Schubert, Siegfried (* 1939), deutscher Eishockeyspieler und -trainer
- Schubert, Simon (* 1976), deutscher Bildhauer
- Schubert, Sinikka (* 1976), deutsch-finnische Schauspielerin
- Schubert, Sophia (* 1991), deutsche SchauspielerinSophia Schubert (* 1991)

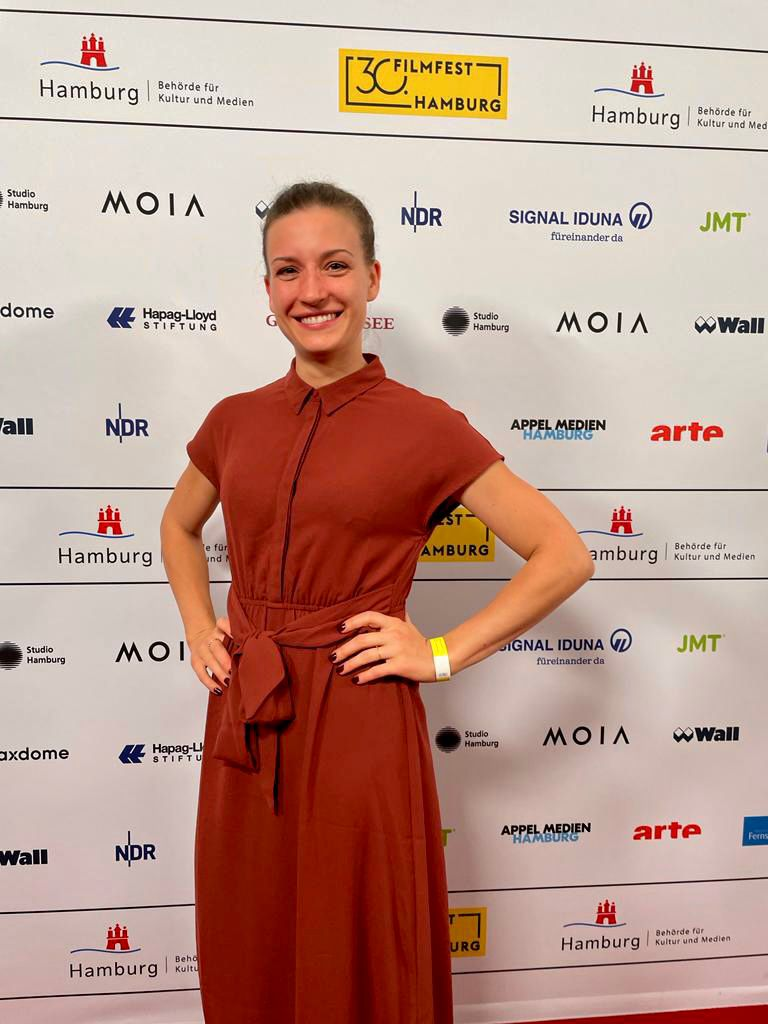
Sophia Schubert (* 1991)

- Schubert, Sophie (* 1997), deutsche Volleyballspielerin
- Schubert, Stefan (* 1955), deutscher Filmproduzent
- Schubert, Stefan (* 1970), deutscher Autor, ehemaliger Polizist und HooliganStefan Schubert (* 1970)

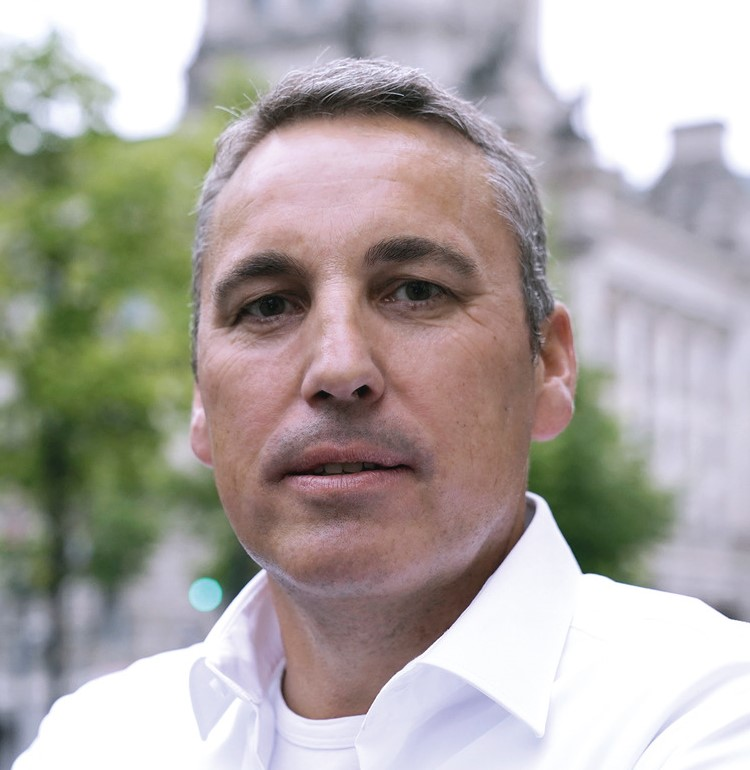
Stefan Schubert (* 1970)

- Schubert, Štěpán (* 2003), tschechischer Hürdenläufer
- Schubert, Stephanie (* 1977), deutsche Fußballspielerin
- Schubert, Susan (* 1959), deutsche Sängerin
- Schubert, Sven (* 1956), deutscher Agrarwissenschaftler und Hochschullehrer für Pflanzenernährung

###### Schubert, T
- Schubert, Theodor (1851–1926), preußischer General der Artillerie
- Schubert, Thomas (* 1961), deutscher Komponist und Pianist
- Schubert, Thomas (* 1979), deutscher Politikwissenschaftler
- Schubert, Thomas (* 1993), österreichischer Schauspieler

###### Schubert, U
- Schubert, Ulrich (* 1946), österreichischer Chemiker
- Schubert, Ulrich (* 1969), deutscher Chemiker
- Schubert, Uwe (* 1960), deutscher Fußballtrainer

###### Schubert, V
- Schubert, Veit (* 1960), deutscher Schauspieler, Regisseur und Dozent für Schauspiel
- Schubert, Veronika (* 1981), österreichische Filmemacherin, Animatorin und bildende Künstlerin
- Schubert, Viktoria (* 1962), österreichische Schauspielerin und Theaterregisseurin
- Schubert, Volker (* 1952), deutscher Erziehungswissenschaftler
- Schubert, Volkmar (1942–2018), deutscher Politiker (CDU), MdL

###### Schubert, W
- Schubert, Walter (1915–1991), deutscher Verwaltungsjurist, Regierungspräsident und Staatssekretär
- Schubert, Walter (* 1962), deutscher Handballspieler und -trainer
- Schubert, Walter F. (1883–1934), deutscher Jurist, Bibliothekar und Kunsthistoriker sowie Autor
- Schubert, Werner (* 1904), deutscher Jurist
- Schubert, Werner (* 1908), deutscher Wirtschaftsfunktionär (SED)
- Schubert, Werner (* 1929), deutscher Journalist
- Schubert, Werner (1936–2024), deutscher Jurist
- Schubert, Werner (* 1953), deutscher Altphilologe
- Schubert, Wilhelm (1813–1893), deutscher Kaufmann und Bürgermeister
- Schubert, Wilhelm (1879–1972), deutscher General der Flieger
- Schubert, Wilhelm (1889–1962), deutscher Gebrauchsgrafiker
- Schubert, Wilhelm (1917–2006), deutscher SS-Oberscharführer und Blockführer im KZ Sachsenhausen
- Schubert, Wilhelm Julius Ludwig von (1755–1835), deutscher Jurist
- Schubert, Winfried (* 1951), deutscher Jurist
- Schubert, Wolf (1903–1977), deutscher Kunsthistoriker und Denkmalpfleger
- Schubert, Wolf-Dieter (* 1951), österreichischer Chemiker, Pulvermetallurge und Hartmetallfachmann
- Schubert, Wolfram (* 1926), deutscher Maler, Grafiker und Hochschullehrer

###### Schubert, Z
- Schubert, Zachery (* 1995), australischer Beachvolleyballspieler

###### Schubert-C
- Schubert-Christaller, Else (1891–1982), deutsche Autorin

###### Schubert-D
- Schubert-Deister, Werner (1921–1991), deutscher Maler und Bildhauer

###### Schubert-F
- Schubert-Feder, Cläre (1853–1915), deutsche Kunsthistorikerin

###### Schubert-O
- Schubert-Oustry, Brigitte (* 1935), deutsche Autorin, Journalistin

###### Schubert-R
- Schubert-Riese, Brigitte (1942–2019), deutsche Germanistin, Historikerin und Journalistin

###### Schubert-S
- Schubert-Soldern, Fortunat von (1867–1953), österreichischer Kunsthistoriker
- Schubert-Soldern, Rainer (1900–1974), österreichischer Zoologe
- Schubert-Soldern, Richard von (1852–1924), österreichischer Philosoph und Vertreter des Immanentismus
- Schubert-Steingraeber, Frida (1901–1970), deutsche Malerin und Grafikerin

###### Schubert-W
- Schubert-Weber, Siegfried (* 1933), deutscher Pianist

###### Schubert-Z
- Schubert-Zsilavecz, Manfred (* 1961), österreichischer Pharmazeut und Hochschullehrer

###### Schuberth
- Schuberth, Christine (* 1944), österreichische Schauspielerin
- Schuberth, Dietrich (1931–2022), deutscher Kirchenmusiker und evangelischer Theologe
- Schuberth, Elmar (* 1969), österreichischer Triathlet
- Schuberth, Fritz (1897–1977), deutscher Politiker (NSDAP), MdR
- Schuberth, Gottlob (1788–1846), deutscher Oboist, Klarinettist und Musikpädagoge
- Schuberth, Hans (1897–1976), deutscher Politiker (CSU), MdB
- Schuberth, Heinrich Ferdinand († 1861), deutscher Ingenieur
- Schuberth, Helene (* 1962), österreichische Wirtschaftswissenschaftlerin
- Schuberth, Herbert (* 1920), deutscher Politiker (SED) und OB von Halle an der Saale
- Schuberth, Horst (* 1925), deutscher Physiker und Hochschullehrer
- Schuberth, Jörg (* 1968), deutscher Fußballspieler
- Schuberth, Julius (1804–1875), deutscher Musikverleger und Buchhändler
- Schuberth, Karl (1811–1863), deutscher Violoncellist, Komponist und Musikpädagoge
- Schuberth, Louis (1806–1850), deutscher Dirigent und Komponist
- Schuberth, Ludwig (1911–1989), österreichischer Feldhandballspieler
- Schuberth, Murkel Charlotte (1914–2000), deutsche Malerin
- Schuberth, Ottmar (1911–2001), deutscher Architekt, Bühnenbildner, Denkmalpfleger, Museumsdirektor und Heimatpfleger
- Schuberth, Paul (* 1994), österreichischer Akkordeonspieler und Pianist
- Schuberth, Philipp (1893–1944), deutscher Widerstandskämpfer und NS-Opfer
- Schuberth, Richard (* 1968), österreichischer Schriftsteller, Theaterautor, Cartoonist und Korrekturleser
- Schuberth, Walter (* 1950), deutscher Fußballspieler

### Schubi
- Schubiger, Anselm (1815–1888), Schweizer Benediktiner, Lehrer, Chordirigent und Komponist
- Schubiger, Benedikt (1801–1859), Schweizer Politiker und Unternehmer
- Schubiger, Emil (1903–1992), Schweizer Ingenieur
- Schubiger, Irene (* 1948), Schweizer Künstlerin
- Schubiger, Jürg (1936–2014), Schweizer Psychologe und Schriftsteller
- Schubiger, Livia Isabella, Politikwissenschafterin und Spezialistin für Data Science
- Schubiger, Otto (1925–2019), Schweizer Eishockeyspieler
- Schubiger, Romano (* 1999), Schweizer Unihockeyspieler
- Schubin, Fedot Iwanowitsch (1740–1805), russischer Bildhauer
- Schubin, Michail (* 1988), russischer Triathlet
- Schubin, Ossip (1854–1934), böhmische Schriftstellerin
- Schubin, Semjon Petrowitsch (1908–1938), russischer Physiker
- Schubin, Wladimir Gennadijewitsch (* 1939), russischer Historiker
- Schubina, Marija Timofejewna (1930–2025), sowjetische Kanutin
- Schubitidse, Chwitscha (* 1974), georgischer Fußballspieler

### Schubk
- Schubkegel, Heinrich (1938–1991), deutscher Pädagoge und Generalschulinspektor im rumänischen Ministerium für Unterricht und Kultur

### Schubl
- Schubladse, Alexandra Alexandrowna (* 2005), russische Tennisspielerin
- Schuble, Nikolaus (1770–1816), deutscher Orgelbauer
- Schübler, Adolf von (1829–1904), deutscher Eisenbahnbauingenieur
- Schübler, Christian Ludwig (1754–1820), Bürgermeister von Heilbronn
- Schübler, Gustav (1787–1834), deutscher Naturwissenschaftler
- Schübler, Johann Jacob († 1741), deutscher Barockbaumeister, Architekturtheoretiker und -schriftsteller und Mathematiker
- Schübler, Johannes (1686–1757), Bürgermeister Heilbronns
- Schübler, Valentin von (1794–1862), württembergischer Bergrat und Münzwardein
- Schübler, Walter (* 1963), österreichischer Literaturwissenschaftler und Biograf
- Schublin, Marcel Charles (1920–1994), französischer Diplomat

### Schubm
- Schubmann-Wagner, Dieter (* 1950), deutscher Jurist und Verwaltungsbeamter

### Schubn
- Schubnell, Hermann (1910–1996), deutscher Statistiker und Bevölkerungswissenschaftler
- Schubnikow, Alexei Wassiljewitsch (1887–1970), russischer Kristallograph und Mathematiker
- Schubnikow, Lew Wassiljewitsch (1901–1937), russischer Physiker

### Schubo
- Schubotz, Hermann (1881–1955), deutscher Zoologe, Diplomat und Direktor der Reichs-Rundfunk-Gesellschaft
- Schubotz, Joachim (1933–2018), deutscher Künstler und Bildhauer

### Schubr
- Schubring, Gert (* 1944), deutscher Mathematikhistoriker und Mathematikdidaktiker
- Schubring, Julius (1806–1889), deutscher evangelischer Theologe
- Schubring, Julius (1839–1914), deutscher Klassischer Philologe und Pädagoge
- Schubring, Klaus (* 1940), deutscher Historiker
- Schubring, Konrad (1911–1966), deutscher Altphilologe, Epigraphiker und Medizinhistoriker
- Schubring, Marc (* 1968), deutscher Komponist
- Schubring, Paul (1869–1935), deutscher Kunsthistoriker
- Schubring, Walther (1881–1969), deutscher Indologe